# 49 Cancri
49 Cancri, som är stjärnans Flamsteed-beteckning, är en ensam stjärna, belägen i den södra delen av stjärnbilden Kräftan och har även Bayer-beteckningen b Cancri och variabelbeteckningen BI Cancri. Den har en högsta skenbar magnitud av ca 5,6 och är mycket svagt synlig för blotta ögat där ljusföroreningar ej förekommer. Baserat på parallax enligt Gaia Data Release 2 på ca 6,3 mas, beräknas den befinna sig på ett avstånd på ca 516 ljusår (ca 158 parsek) från solen. Den rör sig bort från solen med en heliocentrisk radialhastighet på ca 28 km/s.

## Egenskaper
49 Cancri är en blå till vit stjärna i huvudserien av spektralklass A1 Vp HgMnSiEu. Den har en massa som är ca 3 solmassor, en radie som är ca 2,9 solradier och utsänder från dess fotosfär ca 102 gånger mera energi än solen vid en effektiv temperatur av ca 10 600 K.
49 Cancri är en variabel stjärna med luminositet varierande från magnitud 5,58 till 5,71 med en period av ca 7 dygn. Den klassificeras som en Alfa2 Canum Venaticorum-variabel, en klass av magnetiskt kemiskt speciella stjärnor. Ljusförändringarna tros motsvara stjärnans rotation och den klassificeras utifrån dess spektrum som en Ap-stjärna, med förstärkta spektrallinjer av kisel, europium och krom. Dessutom beskrivs kalcium- och magnesiumlinjerna som svagare än normalt.